# Pyura hebridensis
Pyura hebridensis är en sjöpungsart som beskrevs av Monniot, F. 2003. Pyura hebridensis ingår i släktet Pyura och familjen lädermantlade sjöpungar. Inga underarter finns listade i Catalogue of Life.